# Clima da Europa

Clima da Europa

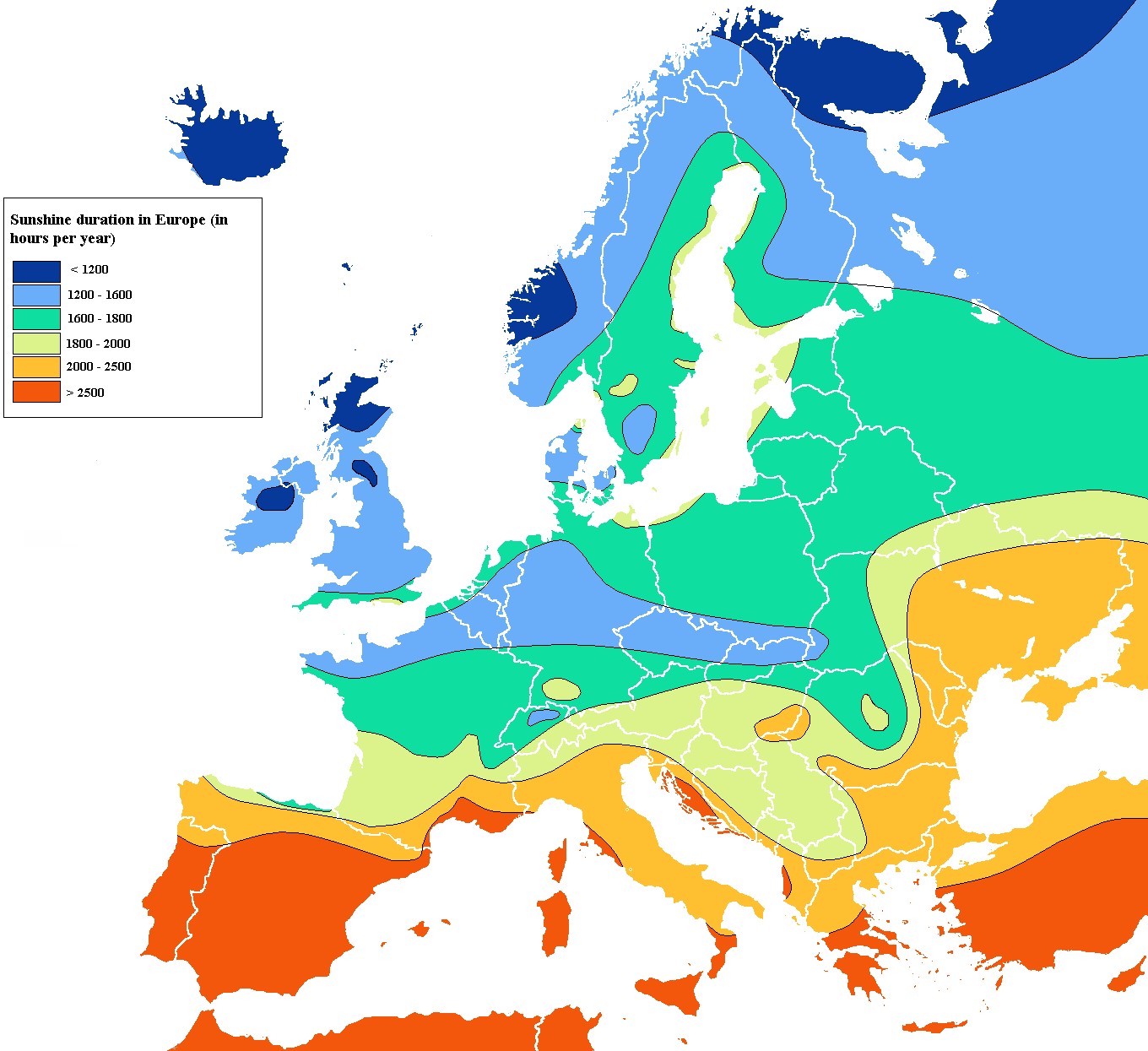
Incidência solar na Europa

A Europa é geralmente caracterizada por um clima temperado. A maior parte da Europa Ocidental tem um clima oceânico, na classificação climática de Köppen, apresentando verões frescos a quentes e invernos frescos com céus frequentemente nublados. O sul da Europa tem um clima mediterrâneo distintivo, que apresenta verões quentes a quentes e secos e invernos frescos a amenos e céus frequentemente ensolarados. A Europa central e oriental é classificada como tendo um clima continental úmido, com verões quentes a quentes e invernos frios.
As planícies costeiras da Bacia do Mediterrâneo têm mais um padrão de estação de inverno úmida e verão seco, a estação de inverno se estende de outubro a fevereiro, enquanto a estação de verão é principalmente notável nos meses secos onde a precipitação pode, em alguns anos, tornar-se extremamente escassa. Uma área muito pequena no continente apresenta o clima desértico, que existe no sudeste da costa da Espanha, tornando-as os únicos lugares na Europa que têm um clima árido.
O clima do oeste da Europa é fortemente condicionado pela Corrente do Golfo, que mantém ar moderado (para a latitude) sobre o noroeste da Europa nos meses de inverno, especialmente na Irlanda, no Reino Unido e na Noruega costeira. Em termos de médias mensais de horas de sol, grande parte da Europa temperada vê consideravelmente menos do que o norte dos Estados Unidos e o leste da Ásia.
O clima do oeste da Europa é mais ameno em comparação com outras áreas da mesma latitude ao redor do globo devido à influência da Corrente do Golfo. O oeste da Europa está na mesma latitude que partes do Canadá e da Rússia, portanto, a insolação solar é fraca na maior parte do ano. As águas do Mediterrâneo não são tão profundas quanto os grandes oceanos, permitindo que se torne um armazenamento de calor amenizando os invernos ao longo de suas costas, mas como o Oceano Atlântico é em grande parte influenciado pela corrente do golfo, esse efeito é reduzido em comparação com o das águas atlânticas. A Corrente do Golfo é apelidada de "aquecimento central da Europa", porque torna o clima da Europa mais quente e úmido do que seria de outra forma.
Comparado com áreas localizadas nas latitudes médias mais altas, partes do oeste da Europa têm invernos amenos e temperaturas anuais mais altas (embora os verões sejam mais frios do que locais na mesma latitude). Berlim, Alemanha; Calgary, Canadá; e Irkutsk, na parte asiática da Rússia, estão em torno da mesma latitude; as temperaturas de janeiro em Berlim têm uma média de cerca de 8 °C (15 °F) mais altas do que as de Calgary (embora Calgary esteja a 1200m mais alta em altitude), e são quase 22 °C (40 °F) mais altas do que as temperaturas médias em Irkutsk. Essa diferença é ainda maior na parte norte do continente. A média de janeiro em Brønnøysund, Noruega, é quase 15 °C mais quente do que a média de janeiro em Nome, Alasca, ambas as cidades estão situadas a favor do vento na costa oeste dos continentes a 65°N, e até 42 °C mais quente do que a média de janeiro em Yakutsk, que na verdade é ligeiramente mais ao sul.
Dentro da Espanha continental, o clima árido aparece predominantemente em Almería. O clima desértico se estende aos vales dos rios Andarax e Almanzora, Alicante e ao Parque Natural de Cabo de Gata-Níjar, que também são conhecidos por terem também um clima desértico quente (Köppen: BWh), com uma quantidade de precipitação de 156 mm (6,1 pol) por ano, que é relatadamente o lugar mais seco da Europa.